# Achillea virescens
Achillea virescens és una planta estolonífera, és a dir, fa estolons laterals llargs i prims que neixen a la base de les tiges i creixen horitzontalment, ajagudes i arrelant en els nusos donant lloc a plantes filles idèntiques. Al final de cada branca hi ha una roseta de fulles compostes amb els raquis progressivament més estret cap a la part apical; els folíols són molt petits i estan recoberts de pèls llargs i molt espessos, de manera que la fulla agafa una tonalitat glauc-blanquinós que li dona un aspecte lanuginós (de llana o vellut) molt ornamental. Les tiges també són molt piloses. Les fulles són petites, de color daurat, agrupades en corimbes d'uns 5 cm de diàmetre. El seu cultiu és de fàcil implantació però de creixement relativament lent. La densitat que pot assolir és d'unes 6 a 8 plantes/m2. En general aguanta bé la sequera però agraeix algun reg ocasional. No requereix cap mena de sega i és poc sensible a plagues o malalties.

## Distribució i hàbitat
L'origen geogràfic: Endèmica de les muntanyes d'Albània, nord de Grècia, Bulgària i els Balcans.